# Lutzomyia howardi
Lutzomyia howardi är en tvåvingeart som beskrevs av Young D. G. 1979. Lutzomyia howardi ingår i släktet Lutzomyia och familjen fjärilsmyggor.
Artens utbredningsområde är Colombia. Inga underarter finns listade i Catalogue of Life.